# Dorfkirche Döllingen

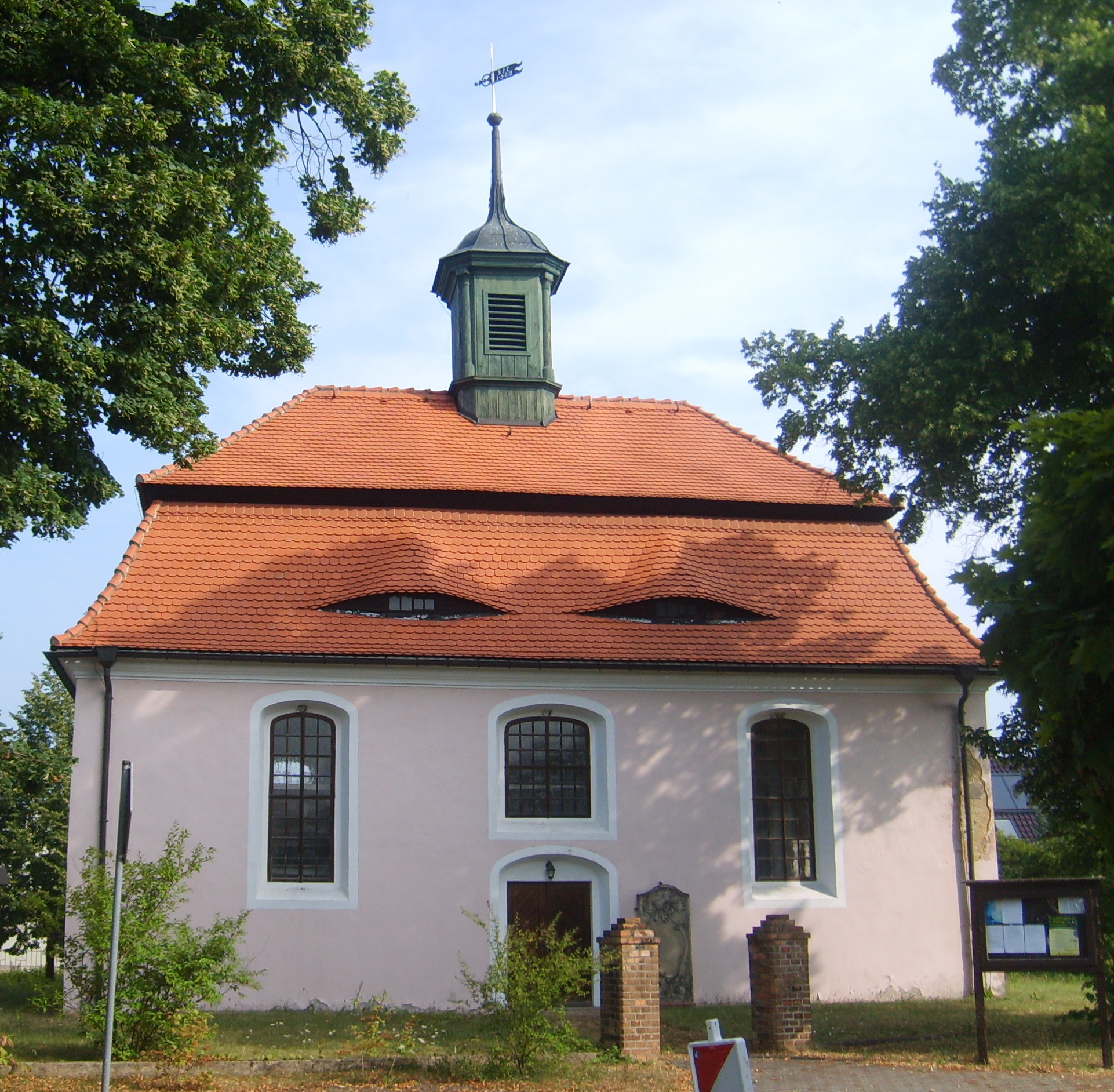
Dorfkirche Döllingen

Die evangelische Dorfkirche Döllingen ist ein denkmalgeschütztes Kirchengebäude im Ortsteil Döllingen in der Gemeinde Plessa im südbrandenburgischen Landkreis Elbe-Elster.

## Baubeschreibung und -geschichte

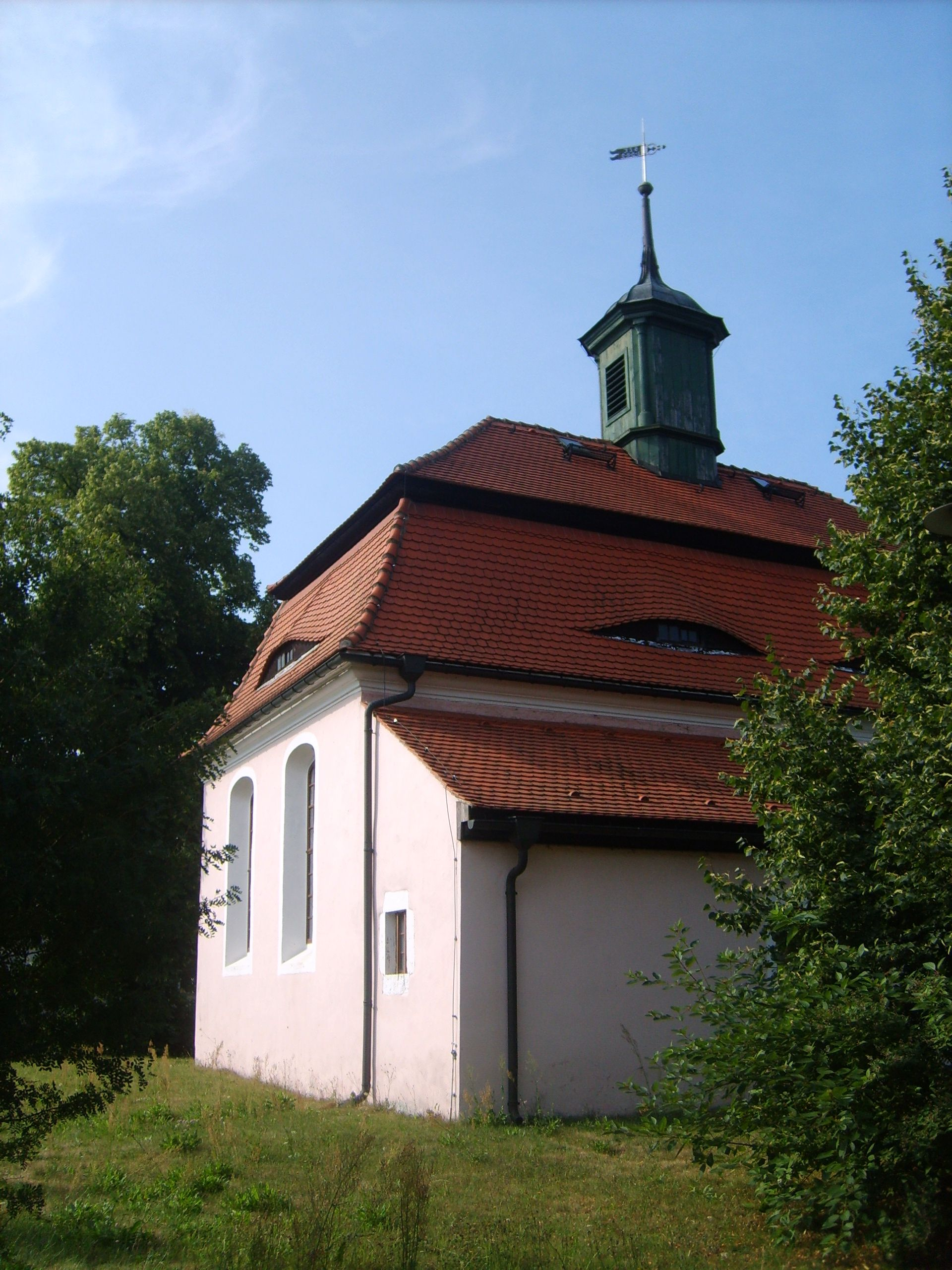
Nordöstliche Ansicht mit Sakristei

Im Jahre 1589 erfolgte im um 1400 erstmals erwähnten Döllingen der Bau einer hölzernen kleinen Kapelle. Diese wurde schließlich 1739 wegen Baufälligkeit abgerissen. Und noch im selben Jahr wurde eine neue Kirche errichtet. Der etwa 300 Reichstaler kostende Bau wurde von einer unbekannten Adligen gespendet, welche wegen eines sittlichen Vergehens drei Kirchen stiftete. Verwaltet und überwacht wurden der Bau und die Finanzierung der Döllinger Kirche von einem Fräulein Schmidt (oder auch Schmiedin), einer Erb- und Gerichtsfrau aus Merzdorf.
Bei der Döllinger Kirche handelt es sich um einen kleinen rechteckigen verputzten Saalbau. Der Bau ist mit einem Mansardenwalmdach versehen, auf dem sich ein Dachreiter mit Schweifhaube und Wetterfahne befindet. An der nördlichen Seite befindet sich ein Anbau, welcher die Sakristei sowie die Patronats- bzw. Rittergutsloge aufnimmt. Die Loge besaß einen separaten Eingang und ein Schubfenster bildete die einzige offene Verbindung zum Saal. Auf diese Art und Weise konnten die Predigten des Pfarrers von der Herrschaft verfolgt werden.
Zu DDR-Zeiten trotz bestehendem Denkmalschutz beinahe dem Verfall preisgegeben, kam mit der Wende auch ein Neuanfang für die Döllinger Dorfkirche. Bereits in den 1960er Jahren war die aus dem Jahre 1877 stammende Kirchenglocke abgehängt worden, weil wegen der Baufälligkeit des Dachreiters deren Absturz drohte. Schon ihre Vorgängerin, eine 1770 in der Dresdner Glockengießerei Gottfried Weinhold gegossene Glocke mit wohlgefälligem Klang, war dereinst zersprungen und stand Anfang des 20. Jahrhunderts hinter dem Altar.
Anfang der 1990er Jahre wurde die Kirche umfangreich saniert und wieder Instand gesetzt. Während dieser Arbeiten wurde der Dachreiter neu aufgebaut und die Glocke konnte wieder aufgehängt werden. Des Weiteren erfolgte die Renovierung des Innenraumes, 1998 dann die Erneuerung der Fassade.

## Ausstattung (Auswahl)
Das Innere der Kirche ist von einer Stuckrahmendecke mit Wappenkartusche geprägt. Des Weiteren befindet sich hier eine Hufeisenempore. Der hölzerne Kanzelaltar ist bauzeitlich. Die achteckige Sandsteintaufe in Kelchform stammt aus dem 16. Jahrhundert.
Eine erste Orgel bekam die Döllinger Kirche bereits kurz nach ihrer Errichtung im Jahre 1744. Das einmanualige Instrument wurde gebraucht aus Dresden geliefert. Das zu jener Zeit vorhandene Pedal, wurde einem aus dem Jahre 1907 stammenden Aufsatz in der heimatkundlichen Schriftenreihe Die Schwarze Elster zufolge wohl nachträglich angebaut.
Die heute in der Kirche vorhandene Orgel erhielt sie im Jahre 1919. Das Instrument wurde vom Liebenwerdaer Orgelbauer Voigt erschaffen (op. 51). Die Orgel besitzt eine mechanische Kegellade, zwei Manuale und sechs Register.

## Grabmäler

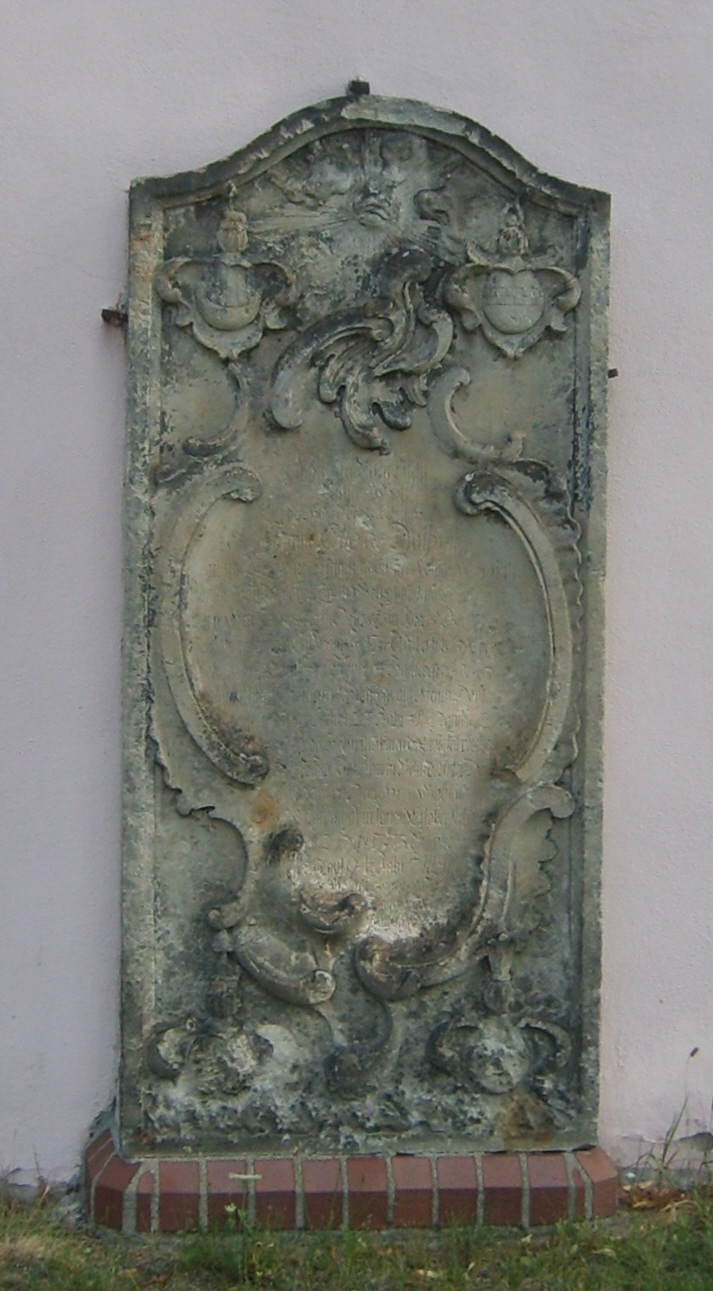
Grabstein des Otto von Dallwitz

### Innen
- Grabstein mit Wappen der Margareta von Heunitz (1668)[5]
- Zwei Kindergrabsteine in der Nordwand (17. Jahrhundert)[5]

Außerdem befinden sich neben dem Altar die verschlossenen Grüfte der Döllinger Gutsherren.

### Außen
- Grabstein für Hans Otto von Dallwitz außen in der Nordwand (1773)[5]